# IC 3432
IC 3432 ist eine Spiralgalaxie vom Hubble-Typ Sc im Sternbild Coma Berenices am Nordsternhimmel. Sie ist schätzungsweise 267 Millionen Lichtjahre von der Milchstraße entfernt und hat einen Durchmesser von etwa 45.000 Lj. Die Galaxie wird unter der Katalognummer VVC 1293 als Mitglied des Virgo-Galaxienhaufens gelistet.

Im selben Himmelsareal befinden sich u. a. die Galaxien NGC 4459, NGC 4468, NGC 4474, IC 3442.
Das Objekt wurde am 10. Mai 1904 von Royal Harwood Frost entdeckt.